# 고이즈미 게이
고이즈미 게이(일본어: 小泉 慶, 1995년 4월 19일 ~ )는 일본의 축구 선수이다. 현재 J1리그의 FC 도쿄에서 뛰고 있다.

## 구단 경력
그는 2014년부터 J리그의 알비렉스 니가타, 가시와 레이솔, 가시마 앤틀러스, 사간 도스, FC 도쿄에서 뛰었다.